# Louis Amundson
Louis Gabriel Amundson (Ventura, Kalifornija, 7. prosinca 1982.) američki je profesionalni košarkaš. Igra na poziciji krilnog centra, a trenutačno je član NBA momčadi Phoenix Sunsa. Prijavio se na NBA draft 2006., ali nije bio izabran od strane nijedne momčadi.

## Profesionalna karijera
Amundson se nakon sveučilišta, prijavio na NBA draft 2006., ali nije bio izabran od strane nijedne momčadi. U sezoni 2006./07. Amundson je nastupao za razvojnu momčad Colorado 14ersa te je za 25 minuta u igri prosječno postizao 11.1 poena, 7.6 skokova i 2.48 blokada po utakmici. Sa svojim sjajnim igrama privukao je pozornost Utah Jazza koji su ga i angažirali putem desetodnevnog ugovora. Međutim nakon samo jednog nastupa u dresu Jazzera, Amundson je potpisao novi desetogodišnji ugovor s Philadelphia 76ersima koji su ga nakon isteka ugovora i potpisali do kraja sezone. Nakon završetka sezone, tj. 14. kolovoza 2008., Amundson je, kao slobodan igrač, potpisao dvogodišnji ugovor s Phoenix Sunsima.

## NBA statistika

### Regularni dio
| Godina    | Klub         | Odig. uta. | Uta. poč. | Min. | 2P%  | 3P%  | Sl. bac.% | Skok. | Asist. | Ukr. lop. | Blok. | Poena |
| --------- | ------------ | ---------- | --------- | ---- | ---- | ---- | --------- | ----- | ------ | --------- | ----- | ----- |
| 2006./07. | Utah         | 1          | 0         | 2.0  | .000 | .000 | .000      | .0    | .0     | .0        | .0    | .0    |
| 2006./07. | Philadelphia | 10         | 0         | 8.7  | .400 | .000 | .400      | 2.8   | .1     | .1        | .8    | 1.6   |
| 2007./08. | Philadelphia | 16         | 0         | 4.0  | .500 | .000 | .286      | .8    | .0     | .1        | .1    | 1.1   |
| 2008./09. | Phoenix      | 76         | 0         | 13.7 | .536 | .000 | .442      | 3.6   | .4     | .4        | .9    | 4.2   |
| Ukupno    |              | 103        | 0         | 11.6 | .527 | .000 | .431      | 3.0   | .3     | .3        | .7    | 3.4   |

### Doigravanje
| Godina    | Klub         | Odig. uta. | Uta. poč. | Min. | 2P%  | 3P%  | Sl. bac.% | Skok. | Asist. | Ukr. lop. | Blok. | Poena |
| --------- | ------------ | ---------- | --------- | ---- | ---- | ---- | --------- | ----- | ------ | --------- | ----- | ----- |
| 2007./08. | Philadelphia | 2          | 0         | 5.0  | .500 | .000 | .500      | 3.5   | .0     | .0        | .0    | 2.5   |
| Ukupno    |              | 2          | 0         | 5.0  | .500 | .000 | .500      | 3.5   | .0     | .0        | .0    | 2.5   |

## Vanjske poveznice
- Profil na NBA.com
- Profil  Arhivirana inačica izvorne stranice od 9. travnja 2014. (Wayback Machine) na Basketball-Reference.com